# Cramlington
Cramlington – miasto w Wielkiej Brytanii, w Anglii, w regionie North East England, w hrabstwie Northumberland. W 2001 roku miasto liczyło 28 653 mieszkańców.